# Zanclella bryozoophila
Zanclella bryozoophila is een hydroïdpoliep uit de familie Zancleidae. De poliep komt uit het geslacht Zanclella. Zanclella bryozoophila werd in 1992 voor het eerst wetenschappelijk beschreven door Boero & Hewitt. 